# Brodric Thomas
Brodric Thomas (Bolingbrook, Illinois, 28 de enero de 1997) es un baloncestista estadounidense que pertenece a la plantilla del Manisa BB de la BSL turca. Con 1,93 metros de estatura, ocupa la posición de escolta.

## Trayectoria deportiva

### Universidad
Jugó tres temporadas con los Bulldogs de la Universidad Estatal Truman de la División II de la NCAA, en las que promedió 18,7 puntos, 6,6 rebotes, 3,6 asistencias, 1,6 robos de balón y 1,0 robos de balón por partido. En sus tres temporadas fue incluido en los mejores quintetos absoluto y defensivo de la Great Lakes Valley Conference, siendo además elegido jugador del año en el último curso.

### Profesional
Tras no ser elegido en el Draft de la NBA de 2020, el 17 de noviembre firmó contrato  con los Houston Rockets de la NBA, que se convirtió en dual para jugar además en su filial en la G League, los Rio Grande Valley Vipers el 19 de diciembre. Pero el 12 de febrero de 2021, fue cortado por los Rockets, tras 4 encuentros. Dos días después, el 14 de febrero, los Rio Grande Valley Vipers se hacen con su contrato.
Pero, el 24 de febrero se anunció su contratación por los Cleveland Cavaliers, con un contrato dual para jugar también con el filial de la G League, los Canton Charge.
El 17 de octubre de 2021, firma con Boston Celtics, con un contrato dual para jugar también con el filial de la G League, los Maine Celtics. El 12 de octubre de 2022 fue despedido.
El 2 de octubre de 2023 firmó con Los Angeles Clippers, pero fue despedido el 9 de octubre. El 30 de octubre se unió a los Ontario Clippers.
El 16 de noviembre de 2024 firmó con el Manisa Basket de la Basketbol Süper Ligi (BSL) turca.

## Estadísticas de su carrera en la NBA

### Temporada regular
| Año     | Equipo    | PJ | PT | MPP  | %TC  | %3P  | %TL  | RPP | APP | ROB | TPP | PPP |
| ------- | --------- | -- | -- | ---- | ---- | ---- | ---- | --- | --- | --- | --- | --- |
| 2020-21 | Houston   | 4  | 0  | 6.0  | .286 | .167 | .714 | 1.0 | 1.0 | .3  | .3  | 2.5 |
| 2020-21 | Cleveland | 28 | 1  | 13.4 | .366 | .283 | .667 | 1.8 | .9  | .5  | .3  | 4.1 |
| 2021-22 | Boston    | 12 | 0  | 5.0  | .444 | .222 | .600 | .8  | .9  | .1  | .1  | 1.8 |
| Total   | Total     | 44 | 1  | 10.4 | .373 | .265 | .667 | 1.4 | .9  | .4  | .3  | 3.3 |